# Tony Babalu
Antonio Medeiros Junior, conhecido artisticamente como Tony Babalu (São Paulo, 29 de dezembro de 1953) é um compositor, arranjador, produtor, diretor e guitarrista brasileiro.
É representante da 2ª geração de guitarristas do rock brasileiro. É, segundo o crítico musical Okky de Souza "um dos mais completos guitarristas brasileiros, capaz de brilhar em todos os gêneros ligados ao pop e de mergulhar fundo na herança inestimável dos bluesmen que moldaram o som do final do século XX".

## Biografia
Tony Babalu iniciou sua carreira na década de 70, no bairro da Pompeia, em São Paulo, como guitarrista da banda Made in Brazil, sendo compositor (com Oswaldo Vecchione) de 9 das 12 faixas do disco Pauliceia Desvairada, considerado pela Folha de S. Paulo uma das quatro obras fundamentais do rock brasileiro dos anos 70. Entre essas faixas destacam-se “Gasolina”, “Amanhã é um Novo Dia” e “Uma Banda Made in Brazil” (relançadas em CD pela BMG/Ariola).
Nos anos 1980 participou do festival MPB 80 (TV Globo) com a música "Cidade Louca" (Tony Babalu/Eliane Ribeiro - arranjo Amilson Godoy), lançada em EP pela Tapecar com o grupo Artigo de Luxo, e integrou a banda Quarto Crescente (que lançou disco homônimo pela Fermata).  
Em 1988, fundou a banda de funk rock Bem Nascidos e Mal Criados, que se tornou conhecida no cenário cultural alternativo de São Paulo durante os anos 90.
Em 2002, compôs a trilha sonora do espetáculo "Dona Maria, A Louca", do grupo Caminhando de Teatro, monólogo interpretado pela atriz Marisa Hipólito com texto de Antonio Cunha e direção de Jairo Maciel, renomado representante do teatro independente paulistano. Ainda nos dias atuais, a peça tem novas montagens em circulação pelo país.
Em 2003, gravou seu primeiro trabalho instrumental, o CD autoral Balada na Noite, em que executou e programou todos os instrumentos e trabalhou a fusão “Jazz-Rock-Blues”, com lançamento exclusivo na web.
Entre 2005 e 2007 compôs quatro músicas para o disco Novo Endereço (Penha Pinheiro), entre as quais "Tão Down", "Pago pra Ver" e a faixa-título, e foi também responsável pela direção e produção dos CDs "Noite Proibida" (Marise Marra) e "Maga Lieri" (Maga Lieri), todos lançados pelo selo Amellis Records com distribuição da Tratore.
Nos anos seguintes Tony Babalu realizou shows solo que percorreram diversas fases de sua carreira em locais como MIS-SP (Museu da Imagem e do Som), Galeria Olido, Centro Cultural SP, Sescs, Sesis e outros, e continuou a participar do trabalho de amigos como a banda Made in Brazil e a banda belga Mind Priority.
Em 2012 o guitarrista fundou o power trio de rock instrumental BETAGROOVEBAND, ao lado de Marina Abramowicz (bateria) e PV Ribeiro (baixo), cuja estreia marcou o aniversário de 30 anos do Centro Cultural São Paulo com um show especial em 24 de novembro.
Em 2014, Tony Babalu lançou o álbum instrumental Live Sessions at Mosh (Amellis Records/Tratore), composto de seis temas que misturam ritmos brasileiros e latinos à essência negra do funk, rock e blues. Gravado ao vivo no estúdio Mosh (São Paulo/SP), o processo de captação foi elaborado e executado de forma a garantir todos os elementos de uma apresentação ao vivo. A banda recrutada por Tony Babalu, também produtor do CD, contou com Franklin Paolillo na bateria, Adriano Augusto nos teclados e Leandro Gusman no contrabaixo.
O ano de 2017 marca o lançamento de Live Sessions II (Amellis Records/Tratore), o segundo disco do guitarrista seguindo o conceito de gravação analógica e ao vivo a partir de uma atmosfera vintage e orgânica, igualmente com seis faixas instrumentais. Ao lado de Tony Babalu, também compositor e produtor de todas as músicas do disco, participaram Adriano Augusto (teclados), Leandro Gusman (baixo) e Percio Sapia (bateria).
Também em 2017 o guitarrista participou do renomado projeto Instrumental Sesc Brasil, no Teatro Anchieta, do Sesc Consolação. O programa resultante do show estreou na SescTV em julho com apresentação da jornalista Patrícia Palumbo, e foi disponibilizado integralmente na internet. Pelo mesmo projeto, Tony Babalu teve sua trajetória retratada no documentário Passagem de Som, também produzido e exibido pela SescTV e disponível online.
Com Live Sessions II, Tony Babalu venceu o Troféu Cata-Vento 2017 na categoria Rock. O prêmio é uma iniciativa do produtor musical Solano Ribeiro e da Rádio Cultura, e desde 2007 destaca os melhores da produção musical independente brasileira.
Em 2020 lança o single 2020!, disponibilizado a partir de 3 de janeiro em todas as plataformas digitais. Diferentemente dos trabalhos anteriores, em que contou com o apoio de banda completa, Tony Babalu atuou sozinho em seu home studio na composição, programação dos instrumentos (teclados, baixo, bateria e percussão) e gravação das linhas de guitarra.
Nos últimos dias do mesmo ano, na simbólica data de 25 de dezembro, outra produção solo de Tony Babalu vem a público. Trata-se do single Lockdown, tema instrumental gravado artesanalmente em pleno período de quarentena. Além de estar presente nas plataformas de áudio, é a primeira música do artista a estrear simultaneamente em formato videoclipe.
Quatro dias após seu lançamento, a produção audiovisual foi utilizada no encerramento do Jornal da Cultura (TV Cultura), permanecendo disponível no canal oficial do Jornalismo TV Cultura no YouTube.
No ano seguinte, em 30 de julho de 2021, Tony Babalu lança o primeiro EP de sua carreira, No Quarto de Som.... A obra, produzida durante o período de isolamento social, traz cinco temas instrumentais em que o artista encarrega-se dos violões, da guitarra e da programação dos demais instrumentos, e está disponível nas plataformas digitais.  
A partir de 2022, com a retomada gradual dos eventos presenciais, o músico realiza os shows de lançamento do álbum passando por casas tradicionais como Sesc Belenzinho, Centro Cultural Olido, Centro Cultural Penha, Teatro Alfredo Mesquita e Centro Cultural São Paulo, tendo este sido palco da gravação dos videoclipes "Lara" e "Reflexo", disponibilizados em 2023 no YouTube oficial do artista e como áudio nas plataformas de streaming.
No início de 2024, Tony Babalu lança seu segundo EP, De Volta ao Quarto de Som..., marcando o início da celebração de seus 50 anos de carreira. Complementando o antecessor, No Quarto de Som..., o trabalho é composto de cinco temas instrumentais, e funde as diversas escolas presentes no DNA do guitarrista.

## Discografia
- 2024 - EP "De Volta ao Quarto de Som..."[38], de Tony Babalu, lançado pela Amellis Records/Tratore:
  - Produção musical
  - Arranjos
  - Composição
  - Guitarras
  - Violões
  - Programação (baixo, teclados, bateria e percussão)

- 2023 - Single e clipe "Reflexo (ao vivo)", de Tony Babalu, lançado pela Amellis Records/Tratore:
  - Produção musical
  - Arranjos
  - Composição
  - Guitarra

- 2023 - Single e clipe "Lara (ao vivo)", de Tony Babalu, lançado pela Amellis Records/Tratore:
  - Produção musical
  - Arranjos
  - Composição
  - Guitarra

- 2021 - EP "No Quarto de Som...", de Tony Babalu, lançado pela Amellis Records/Tratore:
  - Produção musical
  - Arranjos
  - Composição
  - Violões
  - Guitarra
  - Programação (baixo, teclados, bateria e percussão)

- 2020 - Single e clipe "Lockdown", de Tony Babalu, lançado pela Amellis Records/Tratore:
  - Produção musical
  - Arranjos
  - Composição
  - Violões
  - Programação (baixo, bateria e percussão)

- 2020 - Single "2020!", de Tony Babalu, lançado pela Amellis Records/Tratore:
  - Produção musical
  - Arranjos
  - Composição
  - Guitarra
  - Programação (baixo, teclados, bateria e percussão)
  - Mixagem

- 2017 - CD "Live Sessions II", de Tony Babalu, lançado pela Amellis Records/Tratore:
  - Produção musical
  - Arranjos
  - Composição de todas as faixas
  - Guitarra

- 2014 - CD "Live Sessions at Mosh", de Tony Babalu, lançado pela Amellis Records/Tratore:
  - Produção musical
  - Arranjos
  - Composição de todas as faixas
  - Guitarra

- 2014 - CD "Falhas da Percepção", do violonista e pianista Nicholas Abdo', lançado pela Amellis Records/Tratore:
  - Produção musical

- 2008 - “Rock de Verdade”, da banda Made in Brazil, lançado em CD pela Made in Brazil Records:
  - Guitarra solo em "Festa na Pompeia"

- 2006 - CD “Novo Endereço”, da cantora Penha Pinheiro, lançado pela Amellis Records/Tratore:
  - Composição: “Novo Endereço”, “Pago pra Ver”, “Não Consigo te Deixar” e “Tão Down”

- 2005 - “Balada na Noite”, de Tony Babalu, lançado digitalmente pela Amellis Records/iMúsica:
  - Arranjos
  - Guitarras
  - Programação (baixo, teclados e bateria) em todas as faixas
  - Composição de todas as faixas

- 2005 - CD “Noite Proibida”, da guitarrista, cantora e compositora Marise Marra, lançado pela Amellis Records/Tratore:
  - Direção musical
  - Produção artística e geral

- 2005 - CD “Maga Lieri”, da cantora e compositora Maga Lieri, lançado pela Amellis Records/Tratore:
  - Direção artística
  - Co-produção musical (com Luiz Carlos Maluly) em “De Repente Nunca Mais” e “Meus Sinais”
  - Guitarra solo e composição em “Tua Canção”
  - Guitarra solo em “Sotaque Soul”

- 2001 - CD “Fogo na Madeira II – Acústico - Made in Brazil Ao Vivo”, da banda Made in Brazil, gravado ao vivo no Teatro do Sesi (São Paulo/SP) e no Bourbon Street (São Paulo/SP), e lançado pela Made in Brazil Records:
  - Violão em todas as faixas
  - Baixo em "Amanhã É um Novo Dia"

- 2000 - CD “Fogo na Madeira – Acústico - Made in Brazil Ao Vivo”, da banda Made in Brazil, gravado ao vivo no Delta Blues Bar (Campinas/SP) e no Bourbon Street (São Paulo/SP), e lançado pela Made in Brazil Records:
  - Violão em todas as faixas

- 2000 - “MPBlues”, CD do guitarrista Duca Belintani, lançado pela gravadora Eldorado:
  - Composição: “Tão Down" e “Bonnie”

- 1998 - “Sexo, Blues & Rock'n' Roll”, da banda Made in Brazil, lançado em CD pela Made in Brazil Records:
  - Assistente de direção
  - Guitarras
  - Guitarra solo em "Remédio pra Dormir"

- 1986 - “Made Pirata Vol. II”, da banda Made in Brazil, lançado em LP pela RGE em 1986 e relançado em CD pela BMG em 1999:
  - Assistente de produção
  - Assistente de direção
  - Guitarras

- 1986 - “Made Pirata Vol. I”, da banda Made in Brazil, lançado em LP pela RGE em 1986 e relançado em CD pela BMG em 1999:
  - Assistente de Produção
  - Assistente de Direção
  - Guitarras
  - Guitarra solo em "Não Transo Mais"

- 1986 - “Deus Salva... o Rock Alivia”, da banda Made in Brazil, lançado em LP pela RGE em 1986:
  - Direção e coordenação de estúdio
  - Guitarras em "Malvina's (O Pessoal do Rock)"
  - Composição: “Cometa Rock”

- 1981/1999 - “Minha Vida É Rock and Roll”, da banda Made in Brazil, lançado em LP pela RCA em 1981 e relançado em CD pela BMG em 1999:
  - Guitarras rítmicas em todas as músicas
  - Baixo em "Fim de Semana", "Menina", "Assopraram a Velhinha", "Caraíbas 93", "Gatinha Fujona", "Me Faça Sonhar (Parte I)" e "Me Faça Sonhar (Parte II)"
  - Composição: “Gatinha Fujona”

- 1981 - “Quarto Crescente”, da banda Quarto Crescente, lançado em LP pela Fermata:
  - Guitarras

- 1980 - “Cidade Louca”, da banda Artigo de Luxo, lançado em compacto simples pela Tapecar:
  - Diretor artístico e geral
  - Produtor artístico e geral
  - Violão
  - Composição

- 1978/1999 - “Pauliceia Desvairada”, da banda Made in Brazil, lançado em LP pela RCA em 1978 e relançado em CD pela BMG em 1999:
  - Arranjos de base
  - Guitarras rítmicas em todas as músicas
  - Violões em “Amanhã É um Novo Dia”, "Você me Machucou" e "Chuva"
  - Percussão em "Uma Banda Made in Brazil" e "Não Estou Nem Aí..."
  - Composição: “Gasolina”, “Amanhã É um Novo Dia”, “Eu Vou Estar com Você”, “Eu não Sei se Mudaria”, “Você me Machucou”, “Uma Banda Made in Brazil”, “Chuva”, “Finge que Tropeça” e “Massacre”

- 1977/2005/2015 - “Massacre”, da banda Made in Brazil, gravado em 1977 pela RCA, lançado oficialmente em 2005 pela Made in Brazil Records (em CD) e em 2015 pela Mafer Records (em vinil):
  - Baixo
  - Violões
  - Guitarras rítmicas e solo
  - Composição: “Massacre”, “Amanhã É um Novo Dia”, “Uma Banda Made in Brazil”, “Dia de Assumir”, “Eu Vou Estar com Você”, “Eu não Sei se Mudaria”, “Chuva”, “Você me Machucou” e “Finge que Tropeça”

- 1976/1999 - “Jack O Estripador”, da banda Made in Brazil, lançado em LP pela RCA em 1976 e relançado em CD pela BMG em 1999:
  - Guitarras rítmicas em todas as músicas
  - Guitarra solo em “Não Transo Mais”
  - Baixo em “O Cigano”

- 1974/1999 - “Made in Brazil”, da banda Made in Brazil, lançado em LP pela RCA em 1974 e relançado em CD pela BMG em 1999:
  - Guitarras rítmicas em todas as músicas
  - Composição em “Intupitou o Trânsito”